# Dentitheca hertwigi
Dentitheca hertwigi is een hydroïdpoliep uit de familie Plumulariidae. De poliep komt uit het geslacht Dentitheca. Dentitheca hertwigi werd in 1909 voor het eerst wetenschappelijk beschreven door Stechow. 